# Neocteniza paucispina
Neocteniza paucispina är en spindelart som beskrevs av Norman I. Platnick och Mohammad U. Shadab 1976. Neocteniza paucispina ingår i släktet Neocteniza och familjen Idiopidae.
Artens utbredningsområde är Guatemala. Inga underarter finns listade i Catalogue of Life.